# Nanieno
Nanieno (em latim: Nannienus) foi um oficial romano do século IV ativo durante o reinado dos imperadores Valentiniano I (r. 364–375), Graciano (r. 367–383) e Teodósio (r. 378–395). Ele serviu na Gália como conde por vários anos e participou na batalha de Argentovária que impediu a invasão dos lentienses do rei Priário. No final dos anos 380, assumiu a posição de mestre dos soldados e negou-se a confrontar uma invasão franca.

## Biografia
Nanieno aparece pela primeira vez em 370 quando, já um oficial experiente, mantêm o posto de conde na Gália. Provavelmente seu título fosse "conde do treito dos armoricanos" (comes tractus Armoricani) ou "conde do litoral saxônico" (comes litoris Saxonici). Nessa ocasião ele foi ferido e libertado pelo mestre da infantaria Severo. Em 378, esteve no comando das forças romanas estacionadas no Reno Superior, provavelmente como conde dos assuntos militares (comes rei militaris) ou "conde das tropas da Germânia" (comes utriusque Germaniae) ao lado do franco Malobaldo. Eles derrotaram uma invasão dos lentienses liderada pelo rei Priário na batalha de Argentovária‎.
Ele desaparece das fontes até 387-388, quando ressurge no posto de mestre dos soldados. Em 388, os francos de Marcomero realizaram uma grande invasão ao território romano e o general Quintino cruzou o Reno em Novésio para lidar com eles. Quintino solicitou a ajuda de Nanieno, mas ele recusou-se a cooperar e permaneceu em Mogoncíaco. Nanieno seria deposto após a morte de Flávio Vítor (r. 384), filho de Magno Máximo (r. 383–388).